# Леон Фуко
Жан Бернар Леон Фуко (фр. Jean Bernard Léon Foucault; *18 вересня 1819, Париж — пом. 11 лютого 1868, там само) — французький фізик і астроном, найбільше відомий завдяки винаходу названого за його іменем маятника Фуко — приладу, який наочно демонструє явище добового обертання Землі довкола своєї осі. Член Французької академії наук (з 1865 року).

## Біографія
Жан Бернар Фуко здобув медичну освіту, однак уся його подальша наукова діяльність пов'язана з експериментальною фізикою.
Працював у Паризькій обсерваторії (з 1855 року).
У 1844—47 роках спільно з французьким фізиком Іпполітом Фізо (1819—1896) виконав ряд досліджень з фізичної оптики.
У 1850 році Ж. Б. Фуко виміряв швидкість світла у повітрі й воді за методом дзеркала, що обертається.
За допомогою маятника (який згодом отримав назву на його честь — маятник Фуко) наочно показав у 1851 році добове обертання Землі навколо осі, відкрив вихрові струми (т. зв. струми Фуко), винайшов і побудував фотометр, гіроскоп (1852) та інші прилади.
Наукова спадщина видана окремим томом Foucault L., «Recueil des travaux scientifiques, mis en ordre par Gariel, précédé d'une notice par Bertrand» (Париж, 1878).

Доведення добового обертання Землі навколо власної осі маятником Фуко.